# Генрі Форд
Ге́нрі Фо́рд (англ. Henry Ford; 30 липня 1863, Дірборн, штат Мічиган, США — 7 квітня 1947, Дірборн, США) — конструктор автомобілів, засновник корпорації «Форд Мотор», перший віце-президент Співтовариства автомобільних інженерів SAE (нині — SAE International), також один з найбагатших людей усіх часів.
Вперше почав використовувати промисловий конвеєр.
Деякі джерела стверджують, що Г. Форд у 1894 р. став магістром масонської ложі «Палестина», а пізніше був у ложі «Сіон». В роки Другої світової війни був тісно пов'язаний з німецькою розвідкою, виступав проти допомоги СРСР.
Форд був неоднозначною особистістю. Під його іменем у 1920 р. опублікована книга «Міжнародне єврейство», яку пізніше активно використовувала нацистська пропаганда. В 1922 році вийшла його автобіографічна книга «Моє життя та робота». У 1938 р. нагороджений орденом Орден Заслуг германського орла.

## Біографія
Ще в далекому 1847 році дід Генрі Форда — Джон, покинув свою батьківщину Ірландію та емігрував до США.
Невдовзі син Джона — Вільям став фермером з великим господарством в штаті Мічиган. 30 липня 1863 року у нього народився перший син Генрі. Батько вважав сина ледачим, тому що Генрі за будь-яку роботу на фермі брався неохоче. Вже в ранньому дитинстві, він думав, що багато можна робити по-іншому, раціональніше. Наприклад, щодня він повинен був носити воду, піднімаючись крутими сходами. В нього була ідея прокласти трубопровід, але цього не підтримав батько.
Генрі любив більше матір. Вона виховувала ще п'ятьох дітей, але все ж знаходила час для виховання найстаршого.
Будучи директором Ford Motor Company, він брав жінок на роботу в останню чергу, оскільки вважав, що справа жінки — це дім та сім'я. Якщо ж прийняті в компанію жінки виходили заміж, їм відразу відмовляли в роботі.

### Молоді роки
Коли сину виповнилось дванадцять, батько подарував йому кишеньковий годинник. Генрі зацікавив принцип роботи годинника, тому він розібрав його, щоб дослідити. Розібравши та склавши годинник, він довго міркував. Дійшов висновку, що механізм — ніщо без досвідченого механіка. Генрі швидко навчився ремонтувати годинники і деякий час заробляв тим, що об'їжджав навколишні ферми та брав у ремонт зламані хронометри. Другим потрясінням стала зустріч з локомобілем. Генрі з батьком поверталися на возі з міста і зустріли оповиту парою самохідну машину. Вона обігнала їх та помчала далі. У Генрі виникло сильне бажання бути в кабінці шофера, а не їхати на повільному возі.
Мері Форд, мати Генрі, померла, коли йому виповнилося 13. Через 4 роки він утік з дому й вирушив у Детройт через небажання займатися фермерством.
На заводі, куди він влаштувався, робили вагони для конки. Він пропрацював там недовго. Йому було достатньо подивитися на зламаний механізм, щоб зрозуміти в чому несправність. Через заздрощі колег йому довелося покинути завод. Потім Генрі влаштувався на судноремонтний завод братів Флауєр. Вночі підробляв ремонтом годинників, щоб було чим платити за кімнату.
Невдовзі перейшов працювати механіком на локомобілях фірми «Вестінгауз», де в нього виникла ідея зробити маленький «легковий» локомобіль на парі. Власноруч зроблений візок на велосипедних колесах він продав одному з фермерів. Це був його перший продаж, причому досить невигідний, враховуючи затрачені сили, час та кошти. В той час батько Генрі вирішив знайти та забрати сина додому: запропонував 40 акрів землі з умовою, що той ніколи в своєму житті не скаже слово «машина». Генрі погодився на пропозицію.

### Зрілість
Саме в той час виник задум створити сім'ю. Клара Браянт була молодша за Генрі Форда на три роки. Вони познайомилися на сільських танцях. Форд був гарним танцюристом і вразив дівчину тим, що показав їй власноруч зроблені кишенькові годинники. Батьки дівчини не хотіли віддавати її за юнака без грошей, землі та дому. Побудувавши нашвидкоруч на своїй ділянці будинок, Генрі оселився в ньому з молодою дружиною. Клара могла годинами слухати міркування чоловіка про ідею створення самохідних екіпажів. Протягом довгого сімейного життя вона завжди вміла зберігати елегантний баланс — цікавилася справами чоловіка, але ніколи не втручалася в них. Дім був завалений різними науково-технічними журналами — Генрі скрупульозно стежив за всіма спробами створення автомобіля. Згодом Генрі з Кларою несподівано переїхали в Детройт, де Форд влаштувався в Детройтську електричну компанію на посаду інженера. Вдень працював, а вночі конструював двигун для свого самохідного екіпажу.

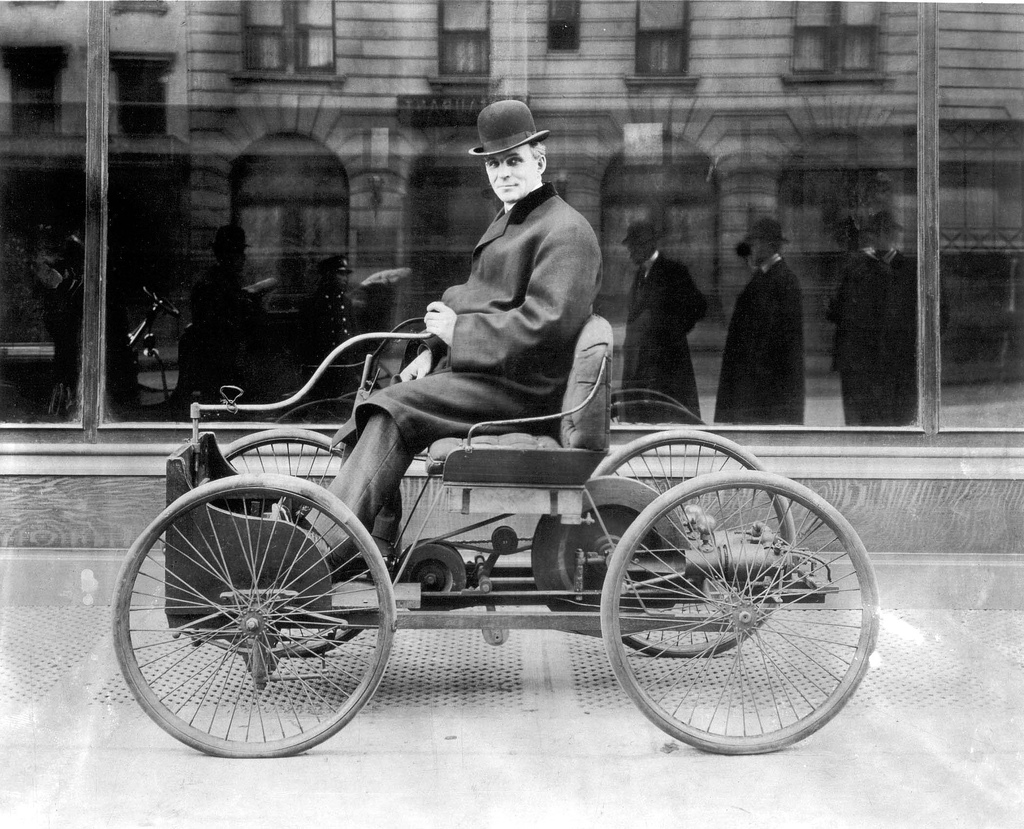
Генрі Форд на своєму першому автомобілі «Ford Quadricycle» (1896)

У листопаді 1893 в подружжя народився син Едсел. Коли була створена «Форд Мотор Компані», лікар, що приймав у Клари пологи, отримав право на безкоштовне техобслуговування.

Того ж року, напередодні Різдва, Генрі приніс мотор на кухню. Він наказав Кларі однією рукою тримати сулію з рідиною, а іншою — повернути великий гвинт. Мотор завівся, кімната наповнилася вихлопами. Незабаром мотор був встановлений на візку, і ця конструкція довгий час була першою і єдиною машиною в Детройті. Як потім згадував Генрі Форд: 
|  | Вона виробляла багато шуму і лякала коней, я не міг зупинитися ніде у місті без того, щоб відразу навколо мого візка не збирався натовп народу. Якщо я залишав його одного, хоча б на хвилину, зараз же знаходився цікавий, який пробував на нім їздити. Врешті-решт я почав носити при собі ланцюг і повинен був прив'язувати візок до ліхтарного стовпа, якщо залишав його деінде |

### Початок підприємницької діяльності
З 1899 до 1902 року Г.Форд був співвласником «Детройтської автомобільної компанії», але через розбіжність у поглядах з іншими власниками фірми пішов з неї й 1903 року заснував компанію «Форд Мотор Компані», яка спочатку випускала автомобілі під маркою «Ford Model A».
«Форд Мотор Компані» зіткнулася з конкуренцією синдикату автомобілебудівників, що претендував на монополію в цій сфері. У 1879 р. Дж. Б.Селден запатентував проект автомобіля, який не був виготовлений; він містив лише опис основних принципів. Перший же виграний ним судовий процес про порушення патентного права спонукав власників низки автомобілебудівних компаній придбати відповідні ліцензії й створити «асоціацію законних фабрикантів». Судовий процес проти «Форд Мотор Компані», ініційований Селденом, тривав з 1903 до 1911 року.
«Законні фабриканти» погрожували викликом до суду і покупцям автомобілів Форда. Але він публічно обіцяв своїм покупцям допомогу та захист, хоча фінансові можливості конкурентів набагато перевищували його власні. У 1909 р. Форд програв процес, але після перегляду справи суд вирішив, що жоден з автомобілебудівників не порушував права Селдена, тому що ними використовувався двигун іншої конструкції. Монопольне об'єднання розпалося, а Генрі набув репутацію борця за інтереси споживачів.
Найбільший успіх прийшов до фірми після початку випуску моделі «Ford Model T» у 1908 році.

### Запровадження конвеєрного виробництва

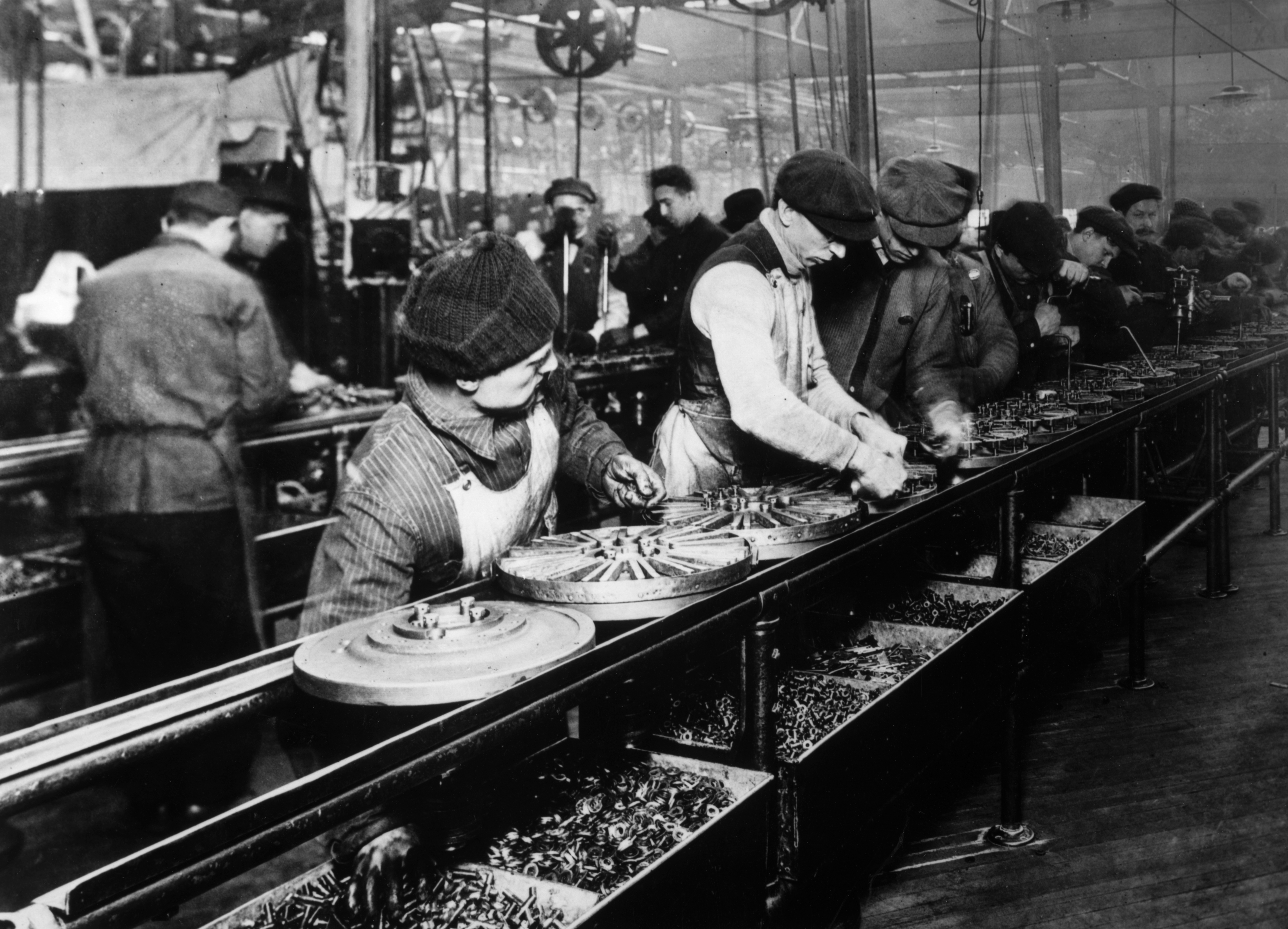
Складальний конвеєр Форда, 1913 рік

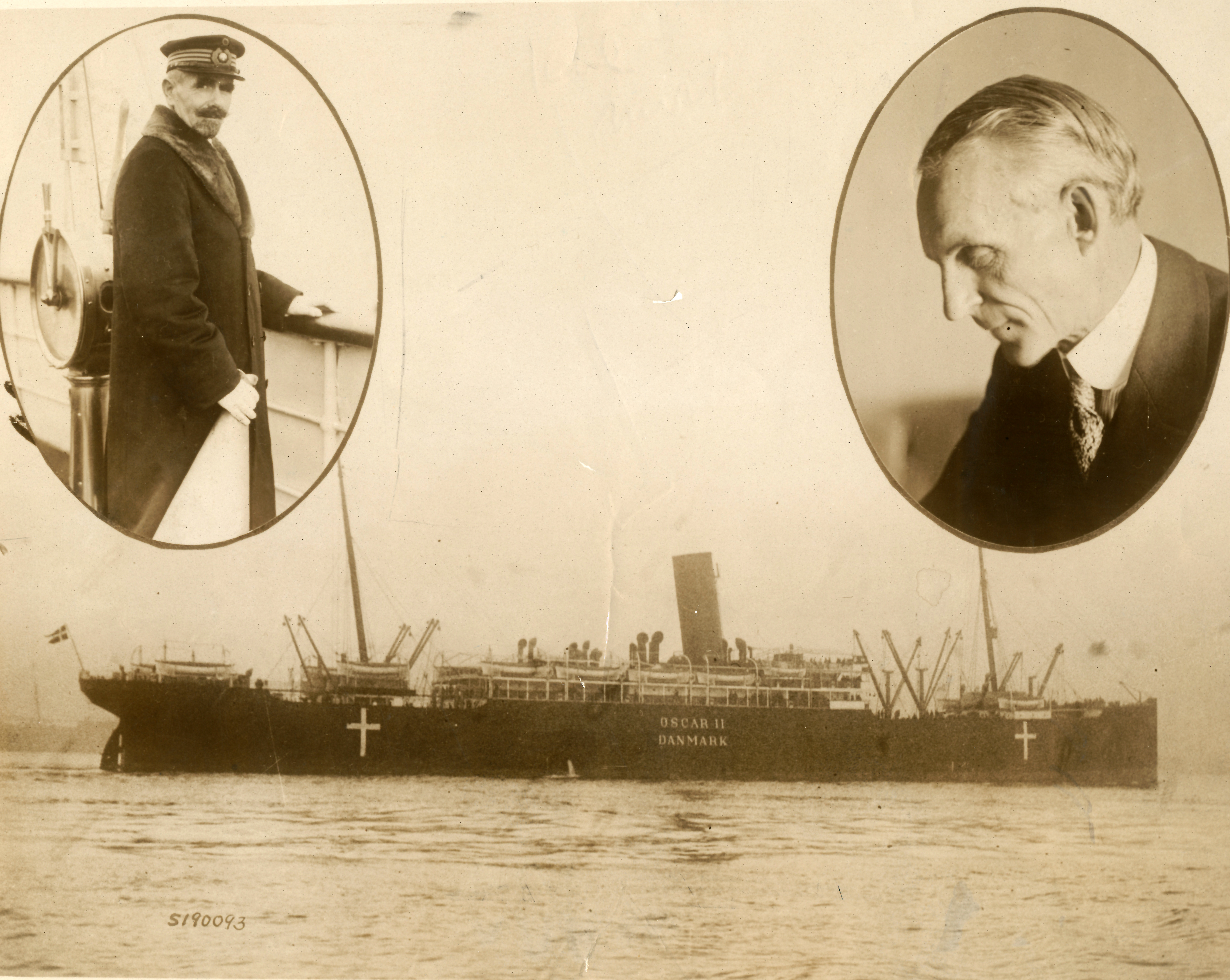
Корабель «Оскар ІІ», споряджений Фордом у 1915 році як корабель миру

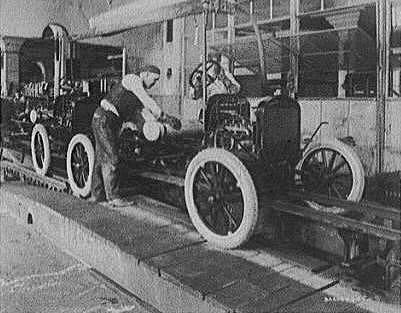
Складальний конвеєр на заводі Форда в Детройті, 1923 рік

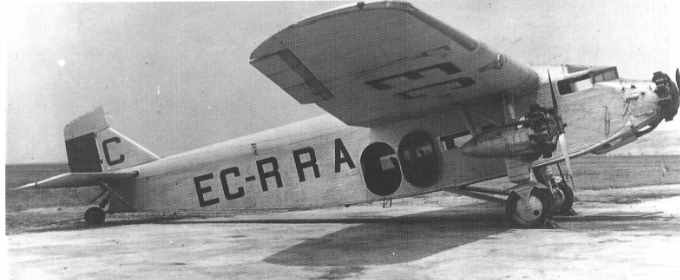
Літак Ford 4-AT-F (EC-RRA) Іспанських республіканських авіаліній, 1929 рік

У 1910 році Форд побудував і запустив найсучасніший на той час завод в автомобільній промисловості — добре освітлений і вентильований «Хайленд парк». На ньому у квітні 1913 розпочався експеримент з використання складального конвеєра. Першою складальною одиницею, зібраною на конвеєрі, став генератор. Принципи, випробувані при складанні генератора, застосували до двигуна в цілому. Один робітник складав двигун за 9 годин 54 хвилини. Коли складання було поділене на 84 операції, що виконувались 84 робітниками, то час складання двигуна скоротився більш ніж на 40 хвилин. За старого способу виробництва, коли автомобіль складався на одному місці, на складання шасі витрачали 12 годин 28 хвилин робочого часу. Була встановлена рухома платформа й різні частини шасі подавались або з допомогою гаків, підвішених на ланцюгах, або на невеликих моторних візках. Час виготовлення шасі скоротився більш ніж удвічі.
Через рік (у 1914 році) компанія підняла висоту складальної лінії до пояса. Після цього з'явилися два конвеєри — для високих і для низьких зростом. Експерименти поширилися на весь виробничий процес. Через декілька місяців роботи складального конвеєра час, необхідний для випуску моделі Т, скоротився з 12 годин до двох.
З метою здійснення жорсткого контролю було створено повний цикл виробництва: від видобутку руди й виплавки металу до випуску готового автомобіля. У 1914 році введено найвищу на той час в США мінімальну заробітну плату — $5 на день, допущено робітників до участі в прибутках компанії, збудовано зразкове робітниче селище, щоправда до 1941 року не дозволялося створювати профспілки на заводах.
У 1914 році заводи корпорації почали працювати цілодобово в три зміни по 8 годин, замість двох змін по 9 годин, що дозволило забезпечити роботою додатково декілька тисяч чоловік. Підвищена зарплата в $5 не була гарантована кожному: робітник повинен був витрачати свою зарплату розумно, на утримання сім'ї, якщо ж він пропивав гроші, його звільняли. Ці правила зберігалися в корпорації аж до періоду Великої Депресії.

### Від пацифізму до виробництва озброєнь
У роки Першої світової війни Форд з групою пацифістів за власною ініціативою приплив у Європу на кораблі «Оскар II» як посланець миру, переконуючи всіх припинити війну якнайшвидше. Його було жорстко осміяно європейськими газетами й він повернувся у США.
Навесні 1917 Форд змінив своє ставлення до війни. Заводи Форда стали виконувати військові замовлення. Окрім автомобілів розгорнулось виробництво протигазів, військових касок, циліндрів для авіадвигунів «Ліберті», а наприкінці війни — легких танків і підводних човнів. При цьому Форд заявив, що не збирається наживатися на військових замовленнях і поверне державі отриманий ним прибуток. Хоча підтвердження виконання обіцянки відсутнє, вона була схвалена американським суспільством.

### Міжвоєнний період та останні роки життя
У 1925 році Форд створив власну авіакомпанію, що згодом отримала назву «Ford Airways». Крім цього, Форд почав субсидування фірми Вільяма Стоута, а у серпні 1925 року купив її й сам зайнявся виробництвом авіалайнерів. Першим продуктом його підприємства став тримоторний Ford 3-AT Air Pullman. Найуспішнішою виявилася модель Ford Trimotor, що отримала прізвисько «Бляшаний Гусак» (англ. Tin Goose), пасажирський літак, суцільнометалевий тримоторний моноплан, що випускався серійно в 1927—1933 роках компанією Генрі Форда Ford Airplane Company. Усього було випущено 199 одиниць. Ford Trimotor перебував в експлуатації до 1989 року.
У 1928 році Г. Форда нагороджено Медаллю Елліота Крессона за революційні досягнення в автомобільній промисловості та індустріальне лідерство.
Г. Форд залишався керівником компанії до 1930-х років, коли через конфлікти з профспілками та компаньйонами він передав справи своєму синові Едселу, але після його смерті в 1943 році знову повернувся на посаду очільника фірми. У 1945 році Генрі Форд остаточно передав управління компанією своєму внукові Генрі Форду II. Помер 7 квітня 1947 року у віці 83 років.

### Економічна політика на підприємстві
Форд був одним з перших, хто реалізував на практиці ідеї «капіталізму добробуту» (англ. welfare capitalism), спрямовані на покращення умов життя робітників і на скорочення плинності кадрів, через яку велика кількість підрозділів наймали по 300 осіб щорічно для заповнення 100 робочих місць. Акцент робився на ефективності — тобто на найманні та утримуванні найкращих працівників.
У 1914 році Форд реалізував досить радикальне для того часу рішення, яким встановив розмір платні робітників на рівні 5-ти доларів за робочий день (у перерахунку на сучасність є еквівалентним приблизно 110-ти доларам США); це збільшило оклади більшості його співробітників більше ніж удвічі. Рішення виявилось прибутковим: плинність кадрів було подолано, і найкращі робітники Детройта почали концентруватись на підприємстві Форда, за рахунок чого підвищилась продуктивність праці і скоротились витрати на навчання кадрів. Крім цього, тим же рішенням був встановлений скорочений робочий тиждень, спочатку 48-годинний (6 днів по 8 годин), а потім 40-годинний (5 днів по 8 годин).
На цей момент в Детройті розміри окладів заробітних плат уже були досить високими, однак дії Форда змусили його конкурентів ще їх збільшувати, щоб не позбутись найкращих співробітників. В розумінні самого Форда, компанія таким чином ділилась прибутком із своїми працівниками, що давало можливість їм, наприклад, купувати автомобілі, що випускались фірмою. У кінцевому підсумку така політика зробила позитивний вплив на економіку у цілому.
На участь у прибутку могли розраховувати співробітники, що пропрацювали в компанії понад 6 місяців та не порушували певних правил поведінки, встановлених «громадським департаментом» компанії. Зокрема, під поняття неналежної поведінки підпадали зловживання алкоголем, азартні ігри, невиплата аліментів тощо. У штаті департаменту налічувалося 50 фахівців, які стежили за дотриманням зазначених корпоративних стандартів. Пізніше, у 1922 році, Форд відсторонився від найнав'язливіших форм контролю над співробітниками, визнавши, що втручання в особисте життя людей, нехай навіть і з метою підвищення їх добробуту, вже не відповідає вимогам часу.

### Ставлення до профспілок
Форд виступав проти професійних об'єднань працівників. Свої погляди з цього питання він пояснив у книзі «Моє життя та робота». На думку Форда, профспілки перебували під зайвим та істотним впливом з боку деяких лідерів, які, незважаючи на благі наміри, в підсумку приносили робітникам більше шкоди, ніж користі. Багато з них бажали скоротити продуктивність праці заради скорочення безробіття. Форд бачив у цьому протиріччя, оскільки, на його думку жодне економічне благополуччя не стане можливим без продуктивності виробництва.
Він був упевнений, що висока продуктивність, нехай і вплинувши негативно на кількість доступних вакансій, в кінцевому рахунку надасть стимулювальний вплив на економіку в цілому, в результаті чого нові робочі місця все одно виникнуть — або в даній корпорації, або в деякій іншій. Крім того, Форд вважав, що главами профспілок керував «порочний стимул» (англ. perverse incentive) посилити суспільно-економічну кризу заради підтримки і зміцнення власної влади. У той же час він не сумнівався, що розумні управлінці, навпаки, будуть мотивовані на коректні вчинки, оскільки така лінія поведінки буде сприяти збільшенню їх власного прибутку (втім, Форд визнавав, що деякі керівники занадто погано розбираються в менеджменті, щоб усвідомити вищезгаданий факт). На його думку, з часом хороші керівники, що здатні встояти перед атаками як зліва (з боку соціалістів), так і справа (з боку реакціонерів), змогли б сформувати таку суспільно-економічну систему, де ні кепське керівництво, ні погані профспілки не знайшли б собі опори.
Компанія Ford Motor стала останнім автовиробником у Детройті, що визнав Об'єднану профспілку робітників автомобільної промисловості (англ. United Auto Workers, UAW). У квітні 1941 року відбувся організований профспілкою сидячий страйк, через який зупинилось виробництво на заводі River Rouge; реакція Форда заледве не зробила руйнівного впливу на компанію, однак, за свідченнями сучасників, його дружина Клара переконала чоловіка змінити ставлення. У червні 1941 року була підписана досить ліберальна угода між компанією Форда та UAW.

### Антисемітизм Г. Форда
1918 року Форд став власником газетного видання «Дірборн індепендент» (англ. The Dearborn Independent), у якій з 22 травня 1920 публікувались антисемітські статті, а також частинами повний текст Протоколів сіонських мудреців. В листопаді 1920 підбірка статей з «Дірборн індепендент» була видана окремою книжкою під назвою «Міжнародне єврейство», яку пізніше активно використовувала нацистська пропаганда.
16 січня 1921 року 119 видних американців, включаючи 3 президентів, 9 держсекретарів, 1 кардинала та багатьох інших державних і громадських діячів США, опублікували відкритий лист із засудженням антисемітизму Форда.
1927 року Форд надіслав в американську пресу лист з визнанням своїх помилок. Цитата з нього:
|  | Як людина честі я вважаю своїм обов'язком вибачитися за всі погані вчинки, здійснені мною стосовно євреїв, моїх співвітчизників і братів, і прошу у них вибачення за ту шкоду, яку я заподіяв їм без всякої на те причини. Я відрікаюсь від образливих звинувачень на їх адресу, оскільки в діях моїх була брехня, а також даю повну гарантію, що відтепер вони можуть сподіватись від мене лише на прояв дружби і доброї волі. Не кажучи вже про те, що памфлети, які розповсюджувалися в США і за кордоном, будуть вилучені з обігу. |

## Галерея

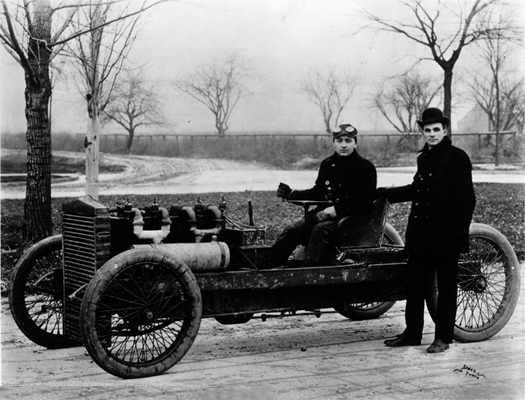
Завдяки Форду (на фото праворуч) 1902 року розпочалася кар'єра гонщика Барні Олдфілда (ліворуч)
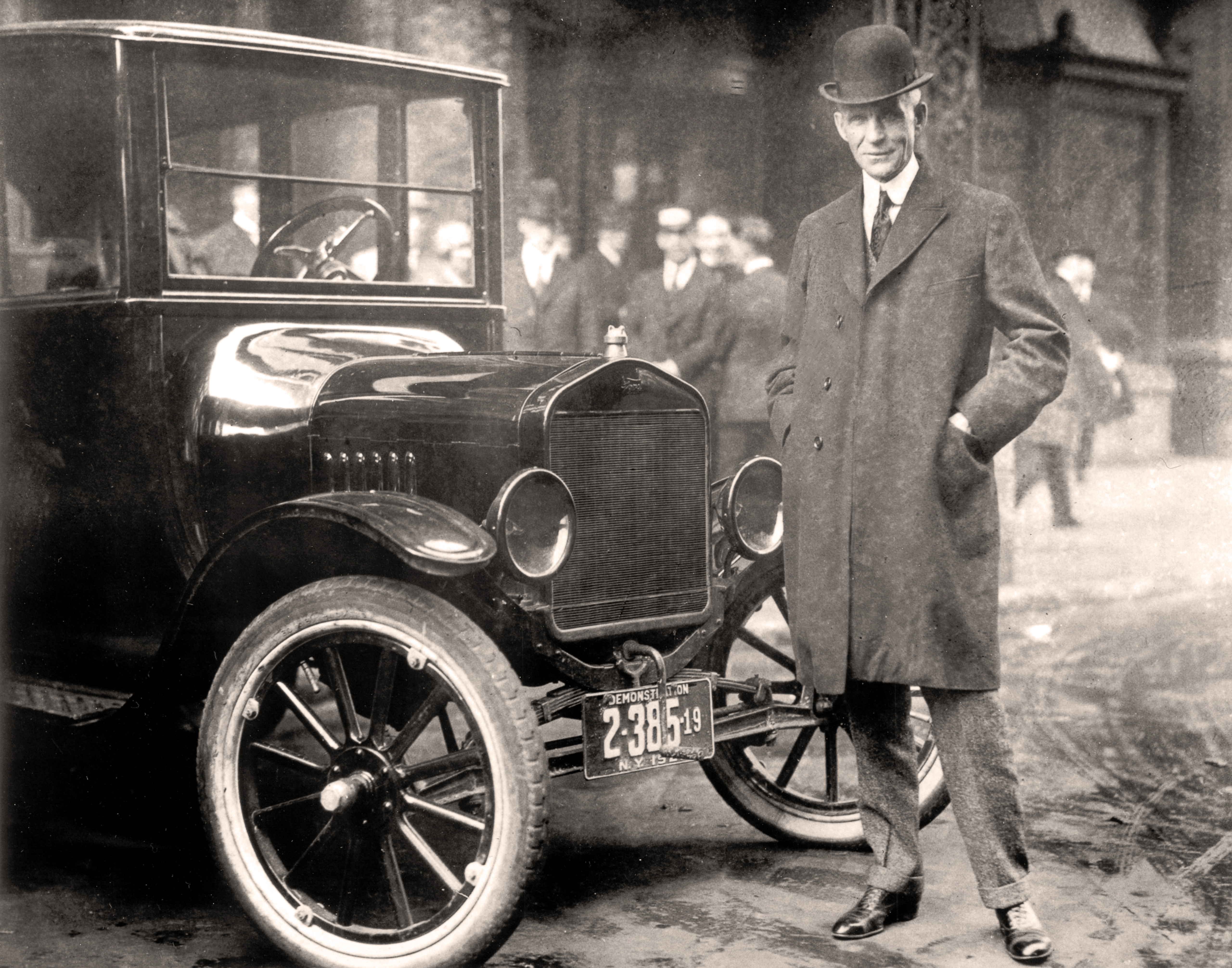
Генрі Форд біля авто Model T (1921)
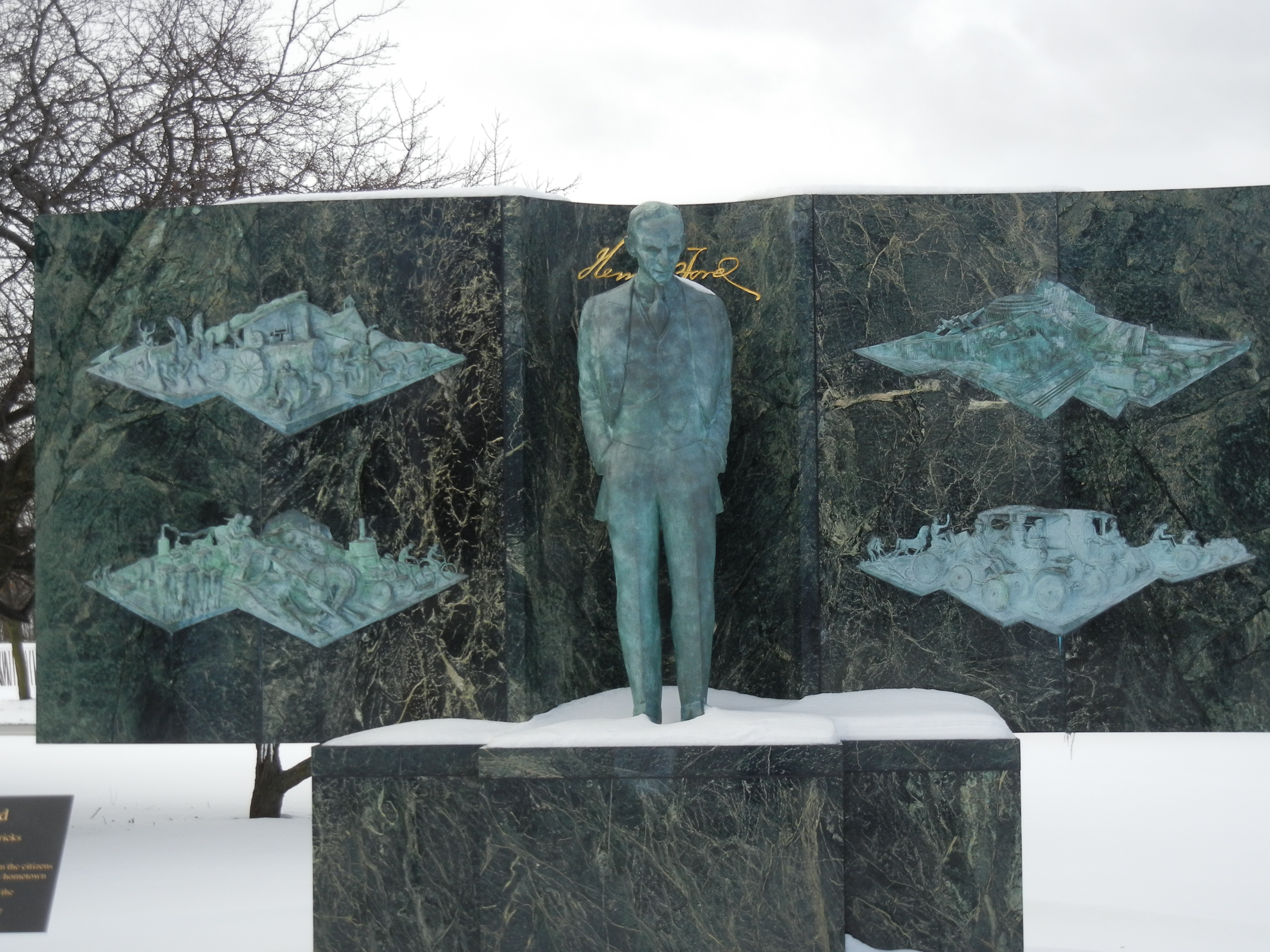
Меморіал Генрі форда у Дірборні (Мічиган) за проектом скульптора Маршалла Фредерікса (англ. Marshall Fredericks).

## Цікаві факти
- Генрі Форд фактично започаткував перехід машинобудування до масового виробництва (доти воно було по суті доморобним)[32].
- Генрі Форд є героєм українського науково-фантастичного роману 20-х років ХХ століття «Атом у запрязі», дія якого відбувається в 1939 році, і в якому Форд є членом всесвітнього капіталістичного уряду, який протистоїть федерації соціалістичних країн[33].
- Генрі Форду належать такі слова: «Якби я мав ще одне життя — я б хотів прожити його зі своєю дружиною».

## Твори
- Генрі Форд. Моє життя та робота. Київ — Наш Формат, 2015. — 344 с
- Ford, Henry; Crowther, Samuel (1922), My Life and Work, Garden City, New York, USA: Garden City Publishing Company, Inc, архів оригіналу за 12 жовтня 2008, процитовано 23 вересня 2008
- Ford, Henry & Crowther, Samuel[en] (1926), Today and Tomorrow, Garden City, New York City: Doubleday, Page & Company. Co-edition, 1926, London, William Heinemann. Various republications, including ISBN 0-915299-36-4. {{citation}}: Перевірте значення |author= (довідка)Обслуговування CS1: Сторінки зі значенням параметра postscript, що збігається зі стандартним значенням в обраному режимі (посилання)
- Ford, Henry & Crowther, Samuel (1930), Moving Forward, Garden City, New York City: Doubleday, Doran & Company, Inc. Co-edition, 1931, London, William Heinemann.{{citation}}:  Обслуговування CS1: Сторінки зі значенням параметра postscript, що збігається зі стандартним значенням в обраному режимі (посилання)
- Ford, Henry & Crowther, Samuel (1930), Edison as I Know Him, New York: Cosmopolitan Book Corporation. Apparent co-edition, 1930, as My Friend Mr. Edison, London, Ernest Benn. Republished as Edison as I Knew Him by American Thought and Action, San Diego, 1966, OCLC 3456201. Republished as Edison as I Know Him by Kessinger Publishing, LLC, 2007, ISBN 978-1-4325-6158-1. {{citation}}: Зовнішнє посилання в |postscript= (довідка)Обслуговування CS1: Сторінки зі значенням параметра postscript, що збігається зі стандартним значенням в обраному режимі (посилання)